# Javier Villaseca
Javier Villaseca (Rivadavia, Mendoza; 15 de julio de 1983) es un futbolista argentino. Juega de delantero y su equipo actual es San Martín de Mendoza que disputa el Torneo Federal B.

## Clubes
| Club                    | País      | Año           |
| ----------------------- | --------- | ------------- |
| Deportivo Maipú         | Argentina | 2007          |
| Atlético Argentino (M)  | Argentina | 2007-2008     |
| San Martín (M)          | Argentina | 2008          |
| Atenas (R.IV)           | Argentina | 2008-2009     |
| Gimnasia y Esgrima (M)  | Argentina | 2009-2010     |
| Unión de Villa Krause   | Argentina | 2010-2012     |
| Estudiantes de San Luis | Argentina | 2012          |
| Deportivo Maipú         | Argentina | 2012-2013     |
| Atlético Palmira        | Argentina | 2013-2014     |
| San Martín (M)          | Argentina | 2015-presente |

## Palmarés

### Campeonatos nacionales
| Título   | Club                 | País      | Año  |
| -------- | -------------------- | --------- | ---- |
| TDI 2012 | Sportivo Estudiantes | Argentina | 2012 |

### Distinciones individuales
| Distinción                                | Año  |
| ----------------------------------------- | ---- |
| Goleador del Torneo Federal B (19 goles). | 2015 |